# ناو کلاس کیراو
کروزر کلاس کیراو (به انگلیسی: Kirov-class cruiser) یک کلاس از کشتی است که طول آن ۱۹۱٫۳ متر (۶۲۷ فوت ۷ اینچ) می‌باشد.